# Шар (1933)
Вижте пояснителната страница за други значения на Шар.
„Шар“ е български вестник, излизал през юни 1933 година в София по случай Деня на Македония на 5 юни.
Вестникът се списва от младежите към Младежката македонска организация „П. К. Яворов“. Печата се в София, в печатница „П. К. Овчаров“. Стои на националистически позиции. Урежда се от редакционен комитет.